# Bahawalpur
Bahawalpur är en stad belägen längs Sutlejs och Indus södra bankar i Punjab i Pakistan. Den är huvudort för ett distrikt med samma namn, och folkmängden uppgick till cirka 760 000 invånare vid folkräkningen 2017, inklusive Bahawalpur Cantonment som står under militär administration. 
Staden ligger ungefär 90 km från Multan, 420 km från Lahore och 270 km från Faisalabad. Jordbruket runtom staden är viktigt för ekonomin. Man odlar bland annat bomull och sockerrör. I staden finns också tillverkningsindustri och staden är ett betydande handelscenter tack vare sitt läge vid viktiga handelsleder. Staden och regionen har flera sevärdheter, såsom gamla palats och mausoleer, samt den gamla befästningen Derawarfortet och är ett populärt turistmål.
Bahawalpur var förr huvudstad i ett furstendöme med samma namn.